# Керім Мрабті
Керім Мрабті (швед. Kerim Mrabti, нар. 20 травня 1994, Стокгольм) — шведський футболіст, півзахисник клубу «Юргорден» та національної збірної Швеції.

## Клубна кар'єра
Народився 20 травня 1994 року в місті Стокгольм. Його батько тунісець, а мати наполовину шведка і наполовину фінка. Вихованець футбольної школи клубу «Енчепінг». Дорослу футбольну кар'єру розпочав 2011 року в основній команді того ж клубу, в якій провів один сезон, взявши участь у 26 матчах третього та четвертого за рівнем дивізіону Швеції.
Своєю грою за цю команду привернув увагу представників тренерського штабу клубу «Сіріус» (Уппсала), до складу якого приєднався 2013 року. За результатами першого сезону допоміг клубу з Уппсали вийти у другий за рівнем дивізіон Швеції, де провів наступний сезон своєї ігрової кар'єри. Граючи у складі «Сіріуса» також здебільшого виходив на поле в основному складі команди.
У лютому 2015 року перейшов у «Юргорден», у складі якого дебютував у Аллсвенскан. У 2018 році став з командою володарем Кубка Швеції. Станом на 19 червня 2018 року відіграв за команду з Стокгольма 61 матч в національному чемпіонаті.

## Виступи за збірні
2011 року дебютував у складі юнацької збірної Швеції, взяв участь у 4 іграх на юнацькому рівні.
Протягом 2014—2017 років залучався до складу молодіжної збірної Швеції. У 2017 році в її складі взяв участь у молодіжному чемпіонаті Європи у Польщі. На турнірі він зіграв у всіх трьох матчах, але команда не вийшла із групи. Всього на молодіжному рівні зіграв у 17 офіційних матчах, забив 5 голів.
6 січня 2016 року в товариському матчі проти збірної Естонії Мрабті дебютував за збірну Швеції, замінивши у другому таймі Віктора Классона. У цьому поєдинку він отримав розрив хрестоподібних зв'язок і вибув з ладу на рік.
Незважаючи на участь у товариських матчах за збірну Швеції, Туніс прагнув залучити гравця до складу своєї збірної у 2018 році. Втім 13 травня Мрабті оголосив, що відмовився від можливості виступати за Туніс.

## Титули і досягнення
- Володар Кубка Швеції (1):

«Юргорден»: 2017–18